# Musa jezik
Musa jezik (musa, musan, musian, siafli, siawi, siwai; ISO 639-3: mmp), papuanski jezik porodice Amto-Musa koji se govori u provinciji Sandaun, u selu istočno od Amto-teritorija, Papua Nova Gvineja. Svega 70 govornika (2000 Wurm); 220 (2007 NTM).
Govori se u jednom selu. U upotrebi su i tok pisin [tpi] ili amto [amt]. Pismo latinica.

## Vanjske poveznice
- Ethnologue (14th)